# ヨルダン王位継承順位

ヨルダン王太子旗

ヨルダンの王位継承順位は、ヨルダン憲法第28条に規定されている。

## 王位継承順位の規定
王位継承順位は長子相続制に基づくが、勅令により順位を変更することができる。王位継承資格を有するのは、アブドゥッラー1世の男系の子孫で、ムスリムの両親の下に生まれた嫡出のムスリムの男子のみである。
国王は、自身の兄弟の内の1人を法定相続人に任命することができる。後継者がいない状態で国王が死亡した場合は、アラブ反乱の指導者であるフサイン・イブン・アリーの子孫の中から国民議会が選んだ人物に王位が委譲される。
勅令により、不適切を理由としてある人物を王位継承順位から外すことができる。その場合でも、王位継承順位から外された人物の子孫は、王位継承順位から自動的には除外されない。

## 王位継承順位
- フサイン・イブン・アリー（1854年-1931年）
  -  アブドゥッラー1世（1882年-1951年）
    -  タラール1世（1909年-1972年）
      -  フセイン1世（1935年-1999年）
        -  アブドゥッラー2世（1962年生）
          - (1) フセイン王太子（1994年生）
          - (2) ハーシム王子（英語版）（2005年生）

        - (3) ファイサル王子（英語版）（1963年生）
          - (4) オマル王子（英語版）（1993年生）
          - (5) アブドゥッラー王子（2016年生）
          - (6) ムハンマド王子（2017年生）

        - (7) アリー王子（1975年生）
          -  (8) アブドゥッラー王子（2007年生）

        - (9) ハムザ王子（英語版）（1980年生）
        - (10) ハーシム王子（英語版）（1981年生）
          -  (11)フセイン＝ハイダラ王子（2015年生）

      - (12) ムハンマド王子（英語版）（1940年生）
        - (13) タラール王子（英語版）（1965年生）
          - (14) フセイン王子（1999年生）
          - (15) ムハンマド王子（2001年生）

        - (16) ガージー王子（英語版）（1966年生）
          - (17) アブドゥッラー王子（2001年生）

      - (18) ハサン王子（英語版）（1947年生）
        - (19) ラーシド王子（英語版）（1979年生）
          - (20) ハサン王子（2013年生）
          - (21) タラール王子（2016年生）

    - ナーイフ王子（英語版）（1914年-1983年）
      - (22) アリー王子（1941年生）
        - (23) ムハンマド王子（1973年生）
          - (24) ハムザ王子（2007年生）

        - (25) ジャアファル王子（2007年生）

      - (26) アーセム王子（英語版）（1948年生）
        - (27) ナーイフ王子（1998年生）

  -  ザイド王子（英語版）（1898年-1970年）
    -  (28) ラアド王子（英語版）（1936年生）
      - (29) ザイド2世王子（1964年生）
        - (30) ラアド2世王子（2001年生）

      - (31) ミルエド王子（英語版）（1965年生）
        - (32) ラーカーン王子（1995年生）
        - (33) ジャアファル王子（2002年生）

      - (34) フィラース王子（1969年生）
        - (35) ハーシム王子（2010年生）

      - (36) ファイサル王子（1975年生）
        - (37) ビン・ファイサル王子（2013年生）

## 歴代の法定相続人・推定相続人

### アブドゥッラー1世の法定相続人
- 1946年-1951年: タラール・ビン・アブドゥッラー - アブドゥッラー1世の第1王子

### タラール1世の法定相続人
- 1951年-1952年: フセイン・ビン・タラール - タラール1世の第1王子

### フセイン1世の法定相続人・推定相続人
- 1952年-1962年: ムハンマド・ビン・タラール（英語版） - フセイン1世の次に年長の弟（推定相続人）
- 1962年-1965年: アブドゥッラー・ビン・フセイン - フセイン1世の第1王子（法定相続人）
- 1965年-1999年:  ハサン・ビン・タラール（英語版） - フセイン1世の2番目の年長の弟（推定相続人）
- 1999年:  アブドゥッラー・ビン・フセイン - フセイン1世の第1王子（法定相続人）

フセインの弟ムハンマドは、フセインの長男アブドゥッラーの誕生まで王位の推定相続人だった。アブドゥッラーは、1962年の誕生とともに王位の法定相続人となったが、1960年代は国情が不安定であったことから、1965年にフセインは18歳の弟ハサンを相続人に任命した。
フセインは4人目の妃ヌールと結婚した直後に、第3王子のアリーを相続人とするよう弟に指示した。しかし、1992年までにフセインはその方針を変更した。彼の息子の他に、甥のタラール・ビン・ムハンマドを相続人とみなした。最終的に、死の直前の1999年1月25日に第1王子のアブドゥッラーを相続人とすることを表明し、フセインの死後、アブドゥッラーが王位を継承した。

### アブドゥッラー2世の法定相続人
- 1999年-2004年: ハムザ・ビン・フセイン（英語版） - アブドゥッラー2世の3番目の年長の弟（勅命による）
- 2004年-現在: フセイン・ビン・アブドゥッラー - アブドゥッラー2世の第1王子